# رناتو رومانو
رناتو رومانو (به ایتالیایی: Renato Romano) (زادۀ ۲۰ فوریه ۱۹۴۰ در ایسکیا) بازیگر و فیلم‌نامه‌نویس ایتالیایی است. 
از فیلم‌هایی که وی در آن نقش داشته است، می‌توان به دانشجو، باکره کوچک و کسب‌وکار ایتالیایی اشاره کرد.